# ANXA2R
ANXA2R (англ. Annexin A2 receptor) – білок, який кодується однойменним геном, розташованим у людей на 5-й хромосомі. Довжина поліпептидного ланцюга білка становить 193 амінокислот, а молекулярна маса — 21 682.
| 10         |  | 20         |  | 30         |  | 40         |  | 50         |
| ---------- |  | ---------- |  | ---------- |  | ---------- |  | ---------- |
| MEQHFLGCVK |  | RAWDSAEVAP |  | EPQPPPIVSS |  | EDRGPWPLPL |  | YPVLGEYSLD |
| SCDLGLLSSP |  | CWRLPGVYWQ |  | NGLSPGVQST |  | LEPSTAKPTE |  | FSWPGTQKQQ |
| EAPVEEVGQA |  | EEPDRLRLQQ |  | LPWSSPLHPW |  | DRQQDTEVCD |  | SGCLLERRHP |
| PALQPWRHLP |  | GFSDCLEWIL |  | RVGFAAFSVL |  | WACCSRICGA |  | KQP        |

A: Аланін

C: Цистеїн

D: Аспарагінова кислота

E: Глутамінова кислота

F: Фенілаланін

G: Гліцин

H: Гістидин

I: Ізолейцин

K: Лізин

L: Лейцин

M: Метіонін

N: Аспарагін

P: Пролін

Q: Глутамін

R: Аргінін

S: Серин

T: Треонін

V: Валін

W: Триптофан

Кодований геном білок за функцією належить до рецепторів. 